# Alex Smith (Footballspieler)
Alexander Douglas „Alex“ Smith (geboren am 7. Mai 1984 in Bremerton, Washington) ist ein ehemaliger US-amerikanischer American-Football-Spieler auf der Position des Quarterbacks. Er spielte College Football für die University of Utah. Im NFL Draft 2005 wurde Smith als Gesamterster von den San Francisco 49ers ausgewählt. Nach einem schwachen Start in San Francisco entwickelte er sich ab 2009 zu einem soliden Stammspieler. In der Saison 2012 verlor er seinen Platz als Starting Quarterback verletzungsbedingt an Colin Kaepernick und wurde nach der Saison per Trade an die Kansas City Chiefs abgegeben. Bei den Chiefs war er fünf Jahre lang Passgeber und wurde dreimal in den Pro Bowl gewählt. In der Saison 2017 war er Mentor für Erstrundenpick Patrick Mahomes, der ihn in der folgenden Saison als Starting Quarterback ersetzte. Daher gab Kansas City Smith 2018 an die Washington Redskins ab, die ihren Namen zur Saison 2020 änderten und fortan als Washington Football Team antraten. In der Saison 2018 verletzte sich Smith schwer am Bein, nach langer Verletzungspause gab er 2020 sein Comeback. Nach der Saison 2020 verkündete er sein Karriereende.

## College
Smith besuchte die Helix High School in La Mesa, Kalifornien. Er spielte College Football für die Utah Utes von der University of Utah, für die er in den Spielzeiten 2003 und 2004 als Starting Quarterback spielte. Smith stand in 22 Spielen von Beginn an als Passgeber der Utes auf dem Feld, von denen er 21 gewann. Utah gewann mit Smith zweimal die Meisterschaft in der Mountain West Conference (MWC) sowie den Liberty Bowl 2003 und den Fiesta Bowl 2005. In der Saison 2004 erzielte Smith 2952 Yards Raumgewinn im Passspiel und warf 32 Touchdownpässe bei vier Interceptions, zudem erlief er 631 Yards und 10 Touchdowns. Er wurde als Offensive Player of the Year in der Mountain West Conference ausgezeichnet. Bei der Wahl für die Heisman Trophy 2004 belegte Smith den vierten Platz. Nach seiner aktiven Karriere wurde er 2024 in die College Football Hall of Fame aufgenommen.

## NFL

### San Francisco 49ers
Smith wurde im NFL Draft 2005 von den San Francisco 49ers als erster Spieler ausgewählt. Dabei setzte er sich gegen Aaron Rodgers durch, der ebenfalls als erster Pick für San Francisco gehandelt wurde. Bei den Niners unterschrieb er einen Sechsjahresvertrag über 49,5 Millionen Dollar, davon 24 Millionen garantiert. Als Rookie sah Smith ab dem vierten Spieltag nennenswerte Spielzeit, in den folgenden beiden Wochen war er Starting Quarterback. In seinem ersten Spiel als Starter warf Smith vier Interceptions, auch im Spiel darauf konnte er nicht überzeugen, sodass er in der Folge wieder auf die Bank gesetzt wurde. In den letzten fünf Partien der Saison spielte Smith dann wieder von Beginn an. Insgesamt kam er in neun Partien zum Einsatz, in denen er nur einen Touchdownpass bei elf Interceptions warf. Bei einer Passquote von rund 50 % kam er auf ein Quarterback Rating von 40,8.
In der Saison 2006 spielte Smith in allen Spielen als Starting-Quarterback und spielte deutlich besser als im Vorjahr. In der Saison 2007 verletzte er sich am vierten Spieltag an der Schulter und beendete daher die Spielzeit drei Wochen später, da ihn die Schulterverletzung beeinträchtigte und er nur auf 48,7 % seiner Pässe ans Ziel bringen konnte. Wegen einer gebrochenen Schulter verpasste Smith die Saison 2008 vollständig, bereits zuvor hatte er in der Saisonvorbereitung die Position als Starting Quarterback an J. T. O’Sullivan verloren. Vor der Saison 2009 einigte sich Smith mit den 49ers auf eine Gehaltskürzung, um beim Team bleiben zu können. Am siebten Spieltag der Saison 2009 wurde Smith für Shaun Hill eingewechselt, konnte mit soliden Leistungen seinen Platz festigen und blieb für den Rest der Saison der Starting Quarterback der 49ers. Er brachte 60,5 % seiner Pässe an und warf erstmals in seiner NFL-Karriere mehr Touchdowns (18) als Interceptions (12). Auch in der Saison 2010 war Smith der etatmäßige Passgeber der Niners, wobei er mit Troy Smith konkurrierte und verletzungsbedingt einige Spiele verpasste.
In der Saison 2011 führte Smith die San Francisco 49ers bis ins NFC Championship Game, in dem sie gegen die New York Giants in der Overtime verloren. Mit 17 Touchdowns bei fünf Interceptions und einer Passquote von 61,3 % spielte er seine bis dahin beste Saison.
Im Jahr darauf ersetzte ihn Head Coach Jim Harbaugh nach einer Gehirnerschütterung im November durch Colin Kaepernick, der nach guten Leistungen Starter blieb und die 49ers bis in den 47. Super Bowl führte, in dem sie den Baltimore Ravens 31:34 unterlagen. Bevor Smith durch Kaepernick ersetzt worden war, zeigte er seine mit Abstand besten Leistungen. Mit einer Passquote von über 70 % war er einer der besten Quarterbacks der Liga.

### Kansas City Chiefs
Nach der Saison 2012 wurde Alex Smith für ein Draft-Recht in der zweiten Runde der NFL Draft 2013 (und einen möglichen Pick in der NFL Draft 2014) an die Kansas City Chiefs abgegeben. Bei den Chiefs ersetzte er Matt Cassel als Starting Quarterback. In seiner ersten Saison als Starter der Chiefs kam Smith auf 3313 Passing Yards, 23 Touchdowns und sieben Interceptions. Er führte sein Team in die Play-offs, wo sie in der Wild Card Round mit 44:45 den Indianapolis Colts unterlagen. Nach der Saison 2013 wurde Smith, trotz einer eher schwachen ersten Saisonhälfte, als Ersatz für Tom Brady, erstmals in den Pro Bowl berufen.
Kurz vor Beginn der Saison 2014 einigten sich die Chiefs mit Smith auf eine Vertragsverlängerung um vier Jahre für 68 Millionen Dollar, von denen 45 Millionen garantiert waren. In der Saison 2015 wurde Smith, zusammen mit Safety Eric Berry, mit dem Derrick Thomas Award als Most Valuable Player (MVP) der Chiefs ausgezeichnet. Nach nur einem Sieg aus den ersten sechs Spielen gewann Kansas City die verbleibenden zehn Spiele der Regular Season. Mit einem 30:0 über die Houston Texans gelang dem Franchise der erste Sieg in einem Play-off-Spiel seit 22 Jahren. In der folgenden Runde unterlagen die Chiefs den New England Patriots. Smith brachte in dieser Saison 65,3 % seiner Pässe für 3.486 Yards Raumgewinn und 20 Touchdowns an, dabei unterliefen ihm 7 Interceptions. Mit 84 Läufen erzielte er 498 Yards Raumgewinn und zwei weitere Touchdowns. In der Saison 2016 wurde Smith zum zweiten Mal in den Pro Bowl gewählt. Mit 3.502 Passing Yards konnte er einen neuen Karrierebestwert aufstellen.
Im NFL Draft 2017 wählten die Chiefs in der ersten Runde Quarterback Patrick Mahomes von Texas Tech aus, um diesen als Nachfolger von Smith zu entwickeln. Smith blieb Starting Quarterback und diente als Mentor für Mahomes, der nur im letzten Spiel der Regular Season zum Einsatz kam, als die Chiefs schon sicher für die Play-offs qualifiziert waren. Mahomes übernahm in der Saison 2018 als Starter bei den Chiefs. Er gewann 2018 den NFL Most Valuable Player Award und führte die Chiefs zum Sieg im Super Bowl LIV. Smith wurde in seiner letzten Saison in Kansas City zum dritten Mal in den Pro Bowl gewählt. Mit 4.042 Passing Yards und 26 Touchdownpässen erreichte er neue Karrierebestwerte, mit einem Quarterback Rating von 104,7 führte er die Liga in dieser Statistik an.

### Washington Redskins / Football Team
Im Januar 2018 wurde Alex Smith von den Chiefs im Tausch gegen Cornerback Kendall Fuller und einen Drittrundenpick zu den Washington Redskins transferiert. Smith unterschrieb bei den Redskins einen Vierjahresvertrag mit einem Gehalt von 94 Millionen US-Dollar, davon 71 Millionen garantiert.
Am 11. Spieltag brach Smith im Spiel gegen die Houston Texans das Schienbein und das Wadenbein, nachdem er von Kareem Jackson und J. J. Watt gesackt wurde, was für ihn das Saisonende bedeutete. Zuvor hatte er sechs von neun Spielen mit den Redskins gewonnen. Nach der anschließenden Operation entzündete sich sein Bein, sodass Smith die ganze Saison 2019 nicht zum Einsatz kam. Infolge einer Sepsis und lebensgefährdender nekrotisierender Fasziitis drohte Smith der Verlust seines Beines, allerdings konnte er sich nach zahlreichen Operationen vollständig von seiner Verletzung erholen.
Am 11. Oktober 2020 gab er sein Comeback, als er im Verlauf des Spiels gegen die Los Angeles Rams eingewechselt wurde. Er führte das Football Team in einer schwachen Division in die Play-offs und wurde als Comeback Player of the Year ausgezeichnet. Nach der Saison trennte Washington sich von Smith, um Cap Space zu sparen. Am 19. April 2021 verkündete Smith sein Karriereende.

### NFL-Statistiken
| Jahr   | Team   | Spiele                        | als Starter                   | Comp–Att                      | Comp%                         | Yards                         | TD                            | INT                           | QB Rtg                        |
| ------ | ------ | ----------------------------- | ----------------------------- | ----------------------------- | ----------------------------- | ----------------------------- | ----------------------------- | ----------------------------- | ----------------------------- |
| 2005   | SF     | 9                             | 7                             | 84–165                        | 50,9                          | 875                           | 1                             | 11                            | 40,8                          |
| 2006   | SF     | 16                            | 16                            | 257–442                       | 58,1                          | 2.890                         | 16                            | 16                            | 74,8                          |
| 2007   | SF     | 7                             | 7                             | 94–193                        | 48,7                          | 914                           | 2                             | 4                             | 57,2                          |
| 2008   | SF     | kein Einsatz wegen Verletzung | kein Einsatz wegen Verletzung | kein Einsatz wegen Verletzung | kein Einsatz wegen Verletzung | kein Einsatz wegen Verletzung | kein Einsatz wegen Verletzung | kein Einsatz wegen Verletzung | kein Einsatz wegen Verletzung |
| 2009   | SF     | 11                            | 10                            | 225–372                       | 60,5                          | 2.350                         | 18                            | 12                            | 81,5                          |
| 2010   | SF     | 11                            | 10                            | 204–342                       | 59,6                          | 2.370                         | 14                            | 10                            | 82,1                          |
| 2011   | SF     | 16                            | 16                            | 273–445                       | 61,3                          | 3.144                         | 17                            | 5                             | 90,7                          |
| 2012   | SF     | 10                            | 9                             | 153–218                       | 70,2                          | 1.737                         | 13                            | 5                             | 104,1                         |
| 2013   | KC     | 15                            | 15                            | 308–508                       | 60,6                          | 3.313                         | 23                            | 7                             | 89,1                          |
| 2014   | KC     | 15                            | 15                            | 303–464                       | 65,3                          | 3.265                         | 18                            | 6                             | 93,4                          |
| 2015   | KC     | 16                            | 16                            | 307–470                       | 65,3                          | 3.486                         | 20                            | 7                             | 95,4                          |
| 2016   | KC     | 15                            | 15                            | 328–489                       | 67,1                          | 3.502                         | 15                            | 8                             | 91,2                          |
| 2017   | KC     | 15                            | 15                            | 341–505                       | 67,5                          | 4.042                         | 26                            | 5                             | 104,7                         |
| 2018   | WAS    | 10                            | 10                            | 205–328                       | 62,5                          | 2.180                         | 10                            | 5                             | 85,7                          |
| 2019   | WAS    | kein Einsatz wegen Verletzung | kein Einsatz wegen Verletzung | kein Einsatz wegen Verletzung | kein Einsatz wegen Verletzung | kein Einsatz wegen Verletzung | kein Einsatz wegen Verletzung | kein Einsatz wegen Verletzung | kein Einsatz wegen Verletzung |
| 2020   | WAS    | 8                             | 6                             | 168–252                       | 66,7                          | 1.582                         | 6                             | 8                             | 78,5                          |
| Gesamt | Gesamt | 174                           | 167                           | 3.250–5.193                   | 62,6                          | 35.650                        | 199                           | 109                           | 86,9                          |

Quelle: pro-football-reference.com

## Nach dem Karriereende
Seit August 2021 steht Smith als Analyst bei ESPN unter Vertrag.